# Vittorio Vidotto
Vittorio Vidotto (Milano, 17 marzo 1941 – Roma, 3 febbraio 2024) è stato uno storico italiano.

## Biografia
Laureato in Lettere moderne presso l'Università La Sapienza di Roma, svolse per decenni attività didattica presso il medesimo ateneo. Fu redattore di storia medievale e moderna dell'Istituto dell'Enciclopedia Italiana, di cui nel 1980 divenne responsabile di storia e di politica contemporanea. Oltre a essere uno dei principali autori di storia di Laterza, fu per molti anni il consulente per la storia moderna e contemporanea dell'editore Vito Laterza e del suo direttore editoriale Enrico Mistretta; per la stessa casa editrice pubblicò a partire dal 1988 numerosi manuali per la scuola superiore e l'università, in collaborazione con Andrea Giardina e Giovanni Sabbatucci.
Morì a Roma il 3 febbraio 2024 all'età di 82 anni.

## Pubblicazioni
- Il Partito Comunista Italiano dalle origini al 1946, Bologna, Cappelli, 1975.
- Storia d'Italia (a cura di, con Giovanni Sabbatucci), 6 voll., Roma-Bari, Laterza, 1994-1999.
- Roma contemporanea, Roma-Bari, Laterza, 2001. (Premio ANCI-SISSCO 2002[4])
- Storia di Roma dall'antichità a oggi, vol. V, Roma capitale (a cura di), Roma-Bari, Laterza, 2002.
- Italiani/e. Dal miracolo economico a oggi, Roma-Bari, Laterza, 2005.
- Guida allo studio della storia contemporanea, Roma-Bari, Laterza, 2006.
- 20 settembre 1870. La breccia di Porta Pia, in I giorni di Roma, Roma-Bari, Laterza, 2007.
- 1978. Il delitto Moro, in Novecento italiano, Roma-Bari, Laterza, 2008.
- Il mondo contemporaneo. Dal 1848 a oggi (con Giovanni Sabbatucci), Roma-Bari, Laterza, 2008.
- Nuovi Profili storici (con Andrea Giardina e Giovanni Sabbatucci), Roma-Bari, Laterza, 2008.
- Storia contemporanea. L'Ottocento (con Giovanni Sabbatucci), Roma-Bari, Laterza, 2009.
- Storia moderna (con Renata Ago), Roma-Bari, Laterza, 2010.
- Atlante del Ventesimo secolo (a cura di), 4 voll., Roma-Bari, Laterza, 2011.
- Storia contemporanea. Il Novecento (con Giovanni Sabbatucci), Roma-Bari, Laterza, 2011.
- Hitler e il nazismo, Roma-Bari, Laterza, 2012.
- I mondi della Storia (con Andrea Giardina e Giovanni Sabbatucci), Roma-Bari, Laterza, 2014.